# Pereskia
Pereskia is een geslacht uit de cactusfamilie (Cactaceae). The Plant List accepteert elf soorten. Volgens de Flora of North America en de Flora of China bestaat het geslacht uit zeventien soorten die voorkomen in tropisch en subtropisch Amerika.
Het zijn cactussen met bladeren, die bij sommige soorten klein zijn of gemakkelijk afvallen. Pereskia aculeata heeft eetbare vruchten. Een aantal soorten wordt gekweekt als sierplant.

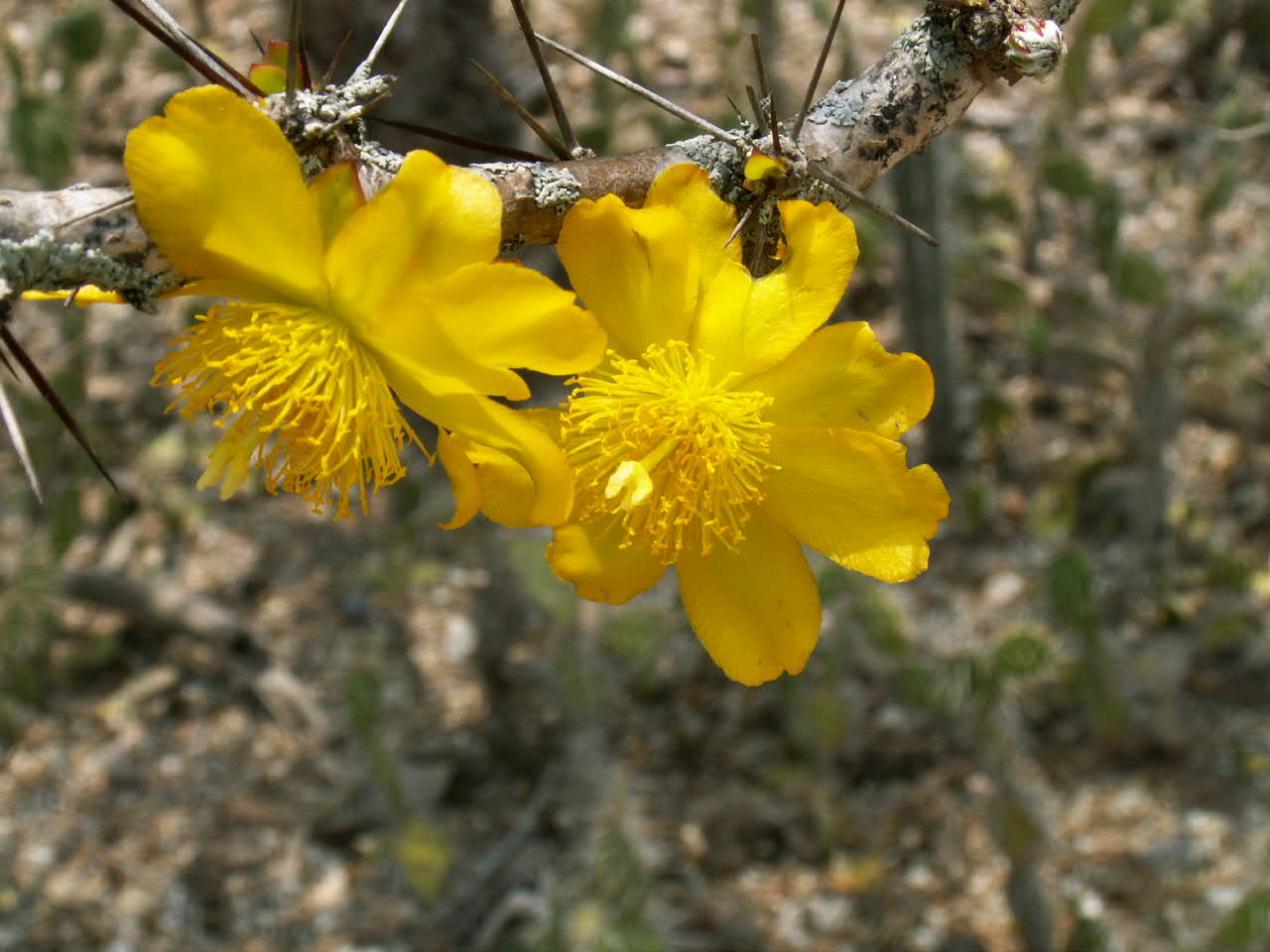
Pereskia guamacho
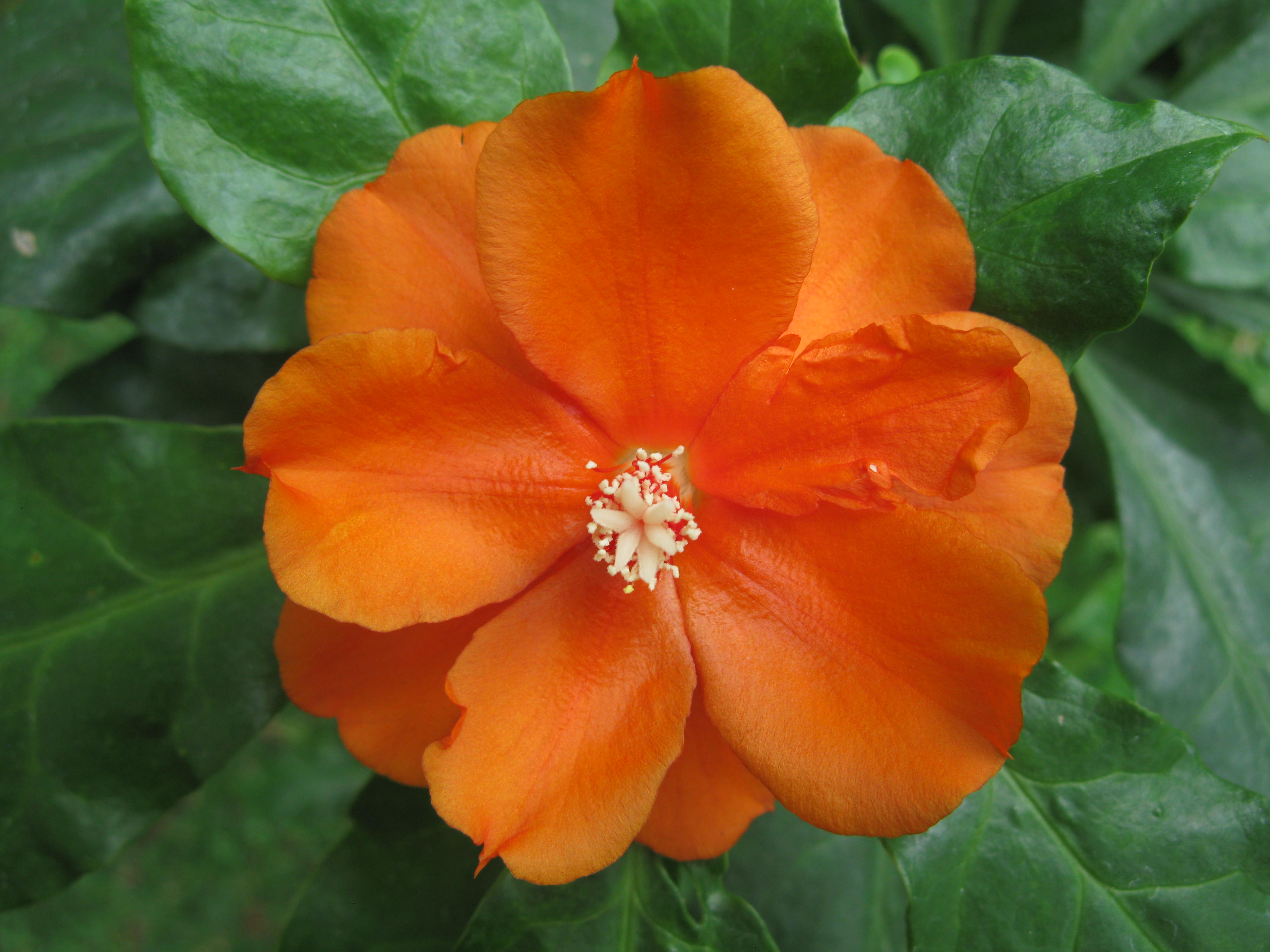
Pereskia bleo met bladeren
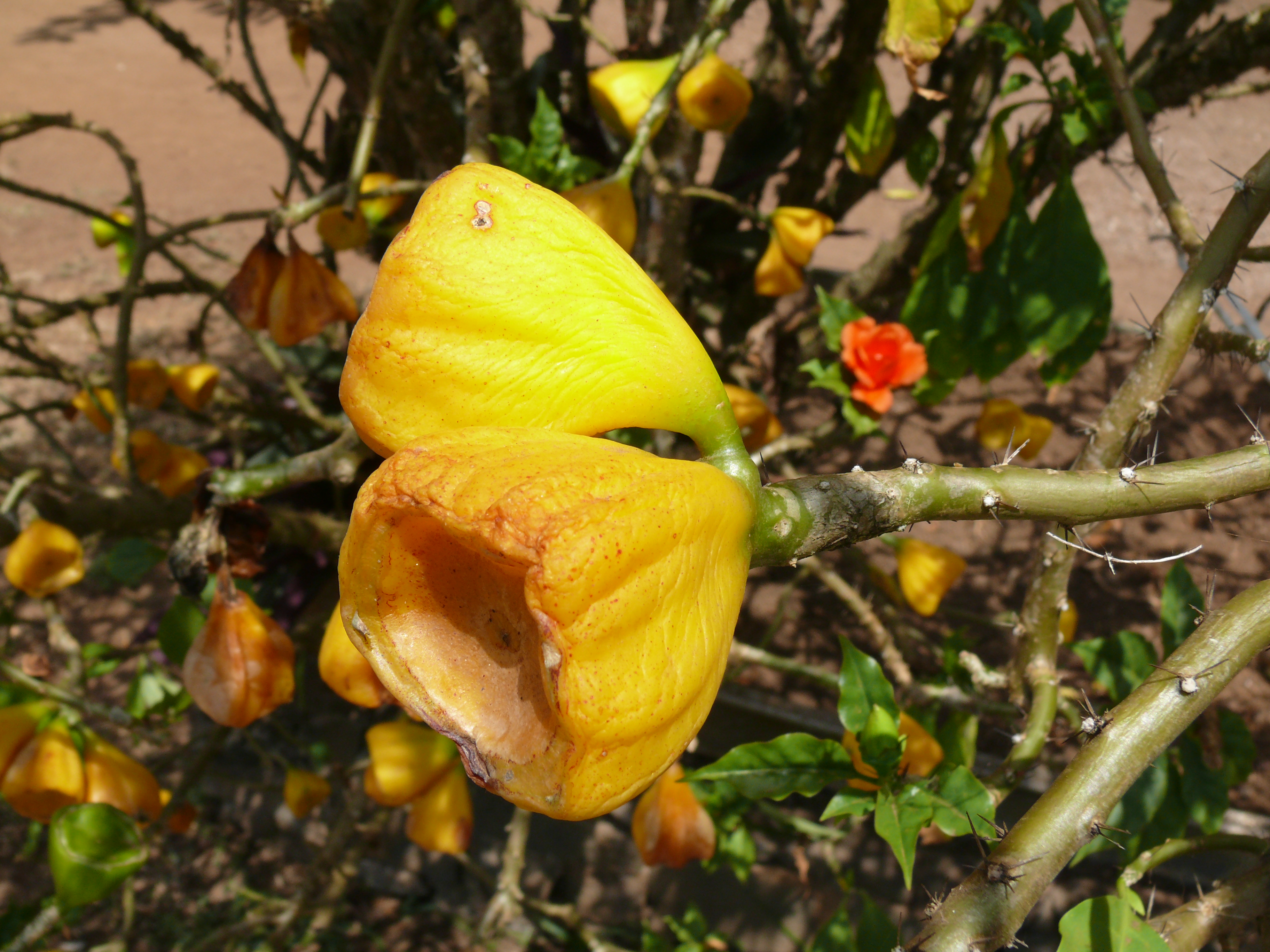
Vrucht van Pereskia bleo zonder bladeren